# Jean Chalon (prestidigitateur)
Pour les articles homonymes, voir Jean Chalon et Chalon.
Jean Chalon, dit Châlon, Chalon Maffey ou encore Chalon de Maffey, est un prestidigitateur suisse, né à Genève le 27 janvier 1779, et mort en Angleterre vers 1825.

## Biographie
Chalon était connu en France, Suisse, Belgique, aux Pays-Bas et en Angleterre et réputé pour son adresse dans l'escamotage des balles de pistolet. Ainsi était-il capable « d'arrêter avec la main un boulet de canon, lancé par une pièce de quatre !! ».
Il épousa le 17 août 1811 à Bruxelles Marie-Hyppolite Maffey, fille d'un directeur de spectacles, d'où son pseudonyme.